# Kirkjufell
A Kirkjufell ( PRONÚNCIA; do islandês: Montanha da Igreja) é uma montanha de 463 metros de altura na costa norte da península de Snæfellsnes, na Islândia, perto da cidade de Grundarfjördur. É considerada a montanha mais fotografada do país. A Kirkjufell foi um dos locais de filmagem de Game of Thrones nas temporadas 6 e 7, apresentando-se como a "montanha em forma de ponta de flecha" que Hound e a companhia ao norte da Muralha veem ao capturar um caminhante branco.
O nome em islandês vem de sua semelhança com a forma de uma torre de igreja, enquanto no passado os navegadores dinamarqueses costumavam chamá-la de "Sukkertoppen", que significa "topo de açúcar".

Seu formato peculiar se deve à ação dos glaciares que erodiram suas paredes. Na época, deve ter se assemelhado a um nunatak, um cume rochoso que se elevava sobre uma extensão de gelo.

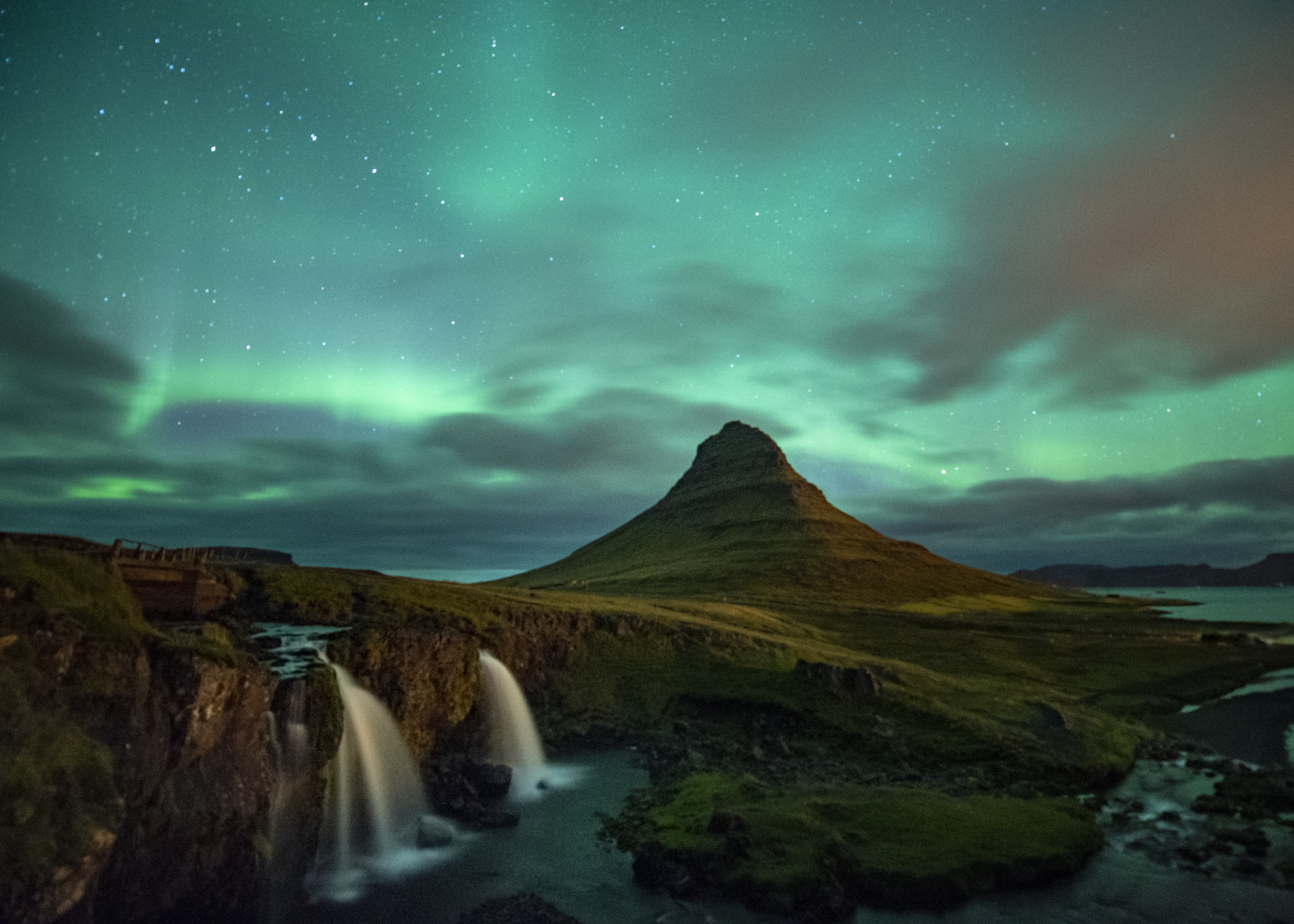
Aurora Boreal sobre o topo da montanha Kirkjufell

## Galeria

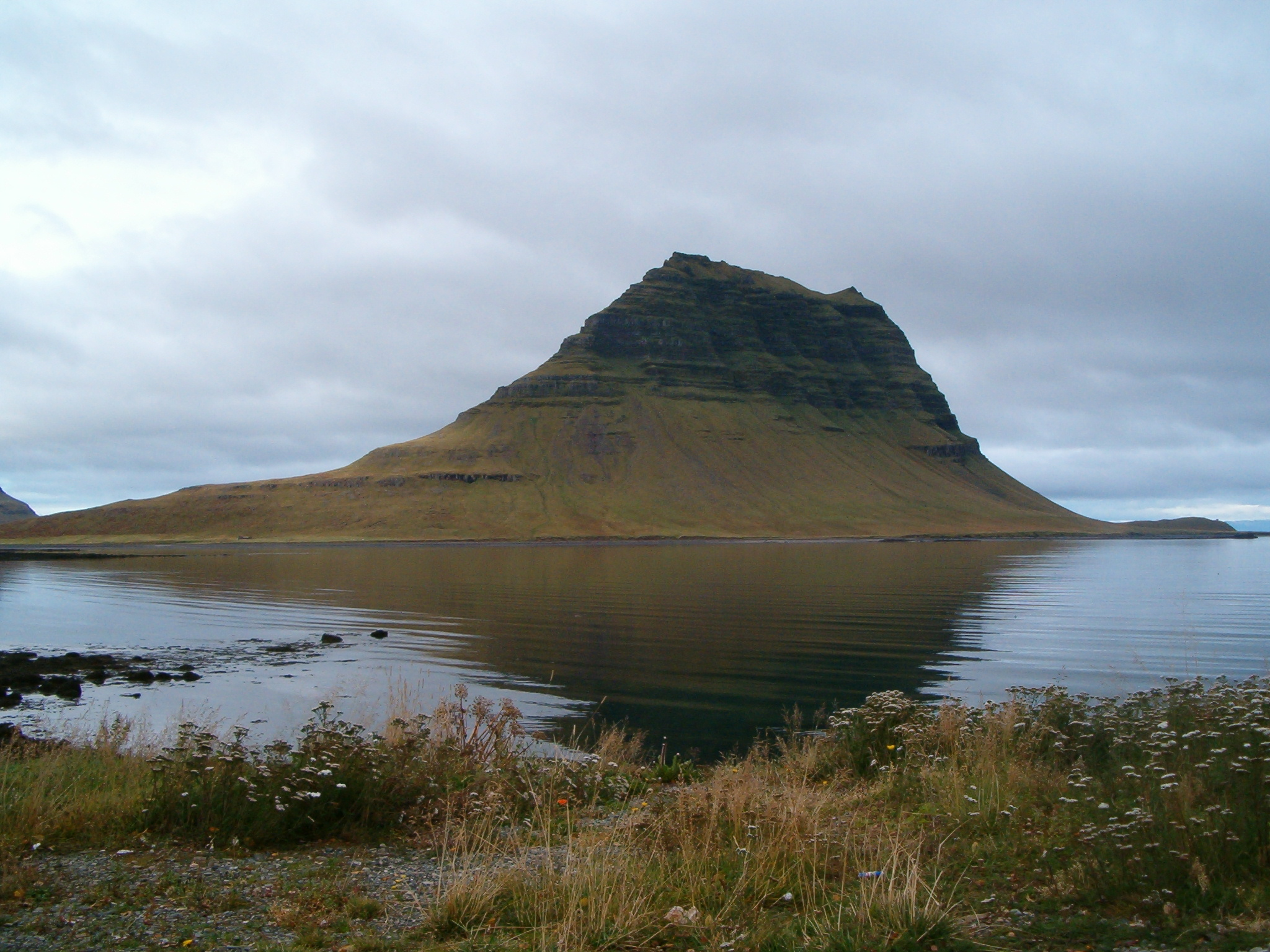
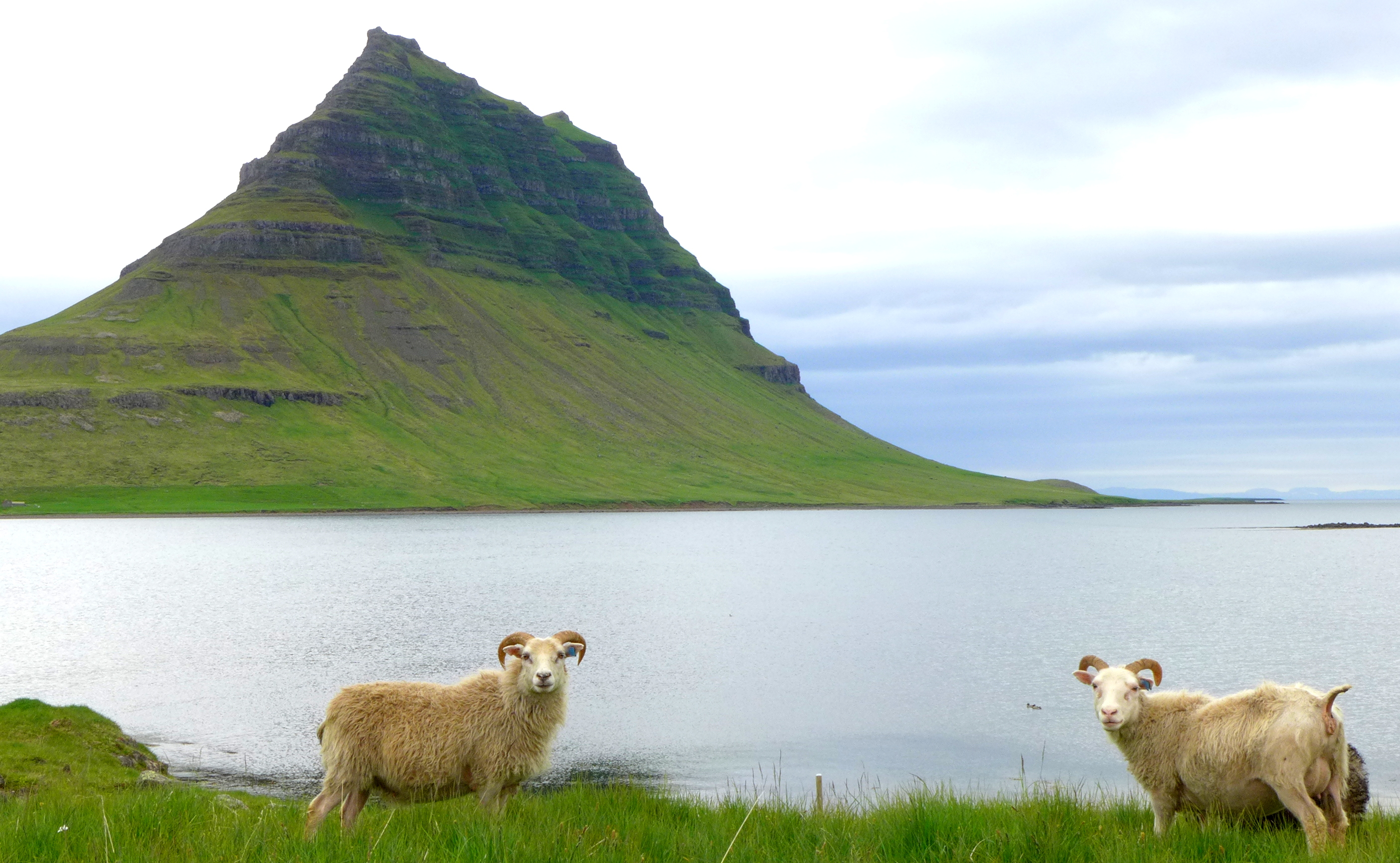
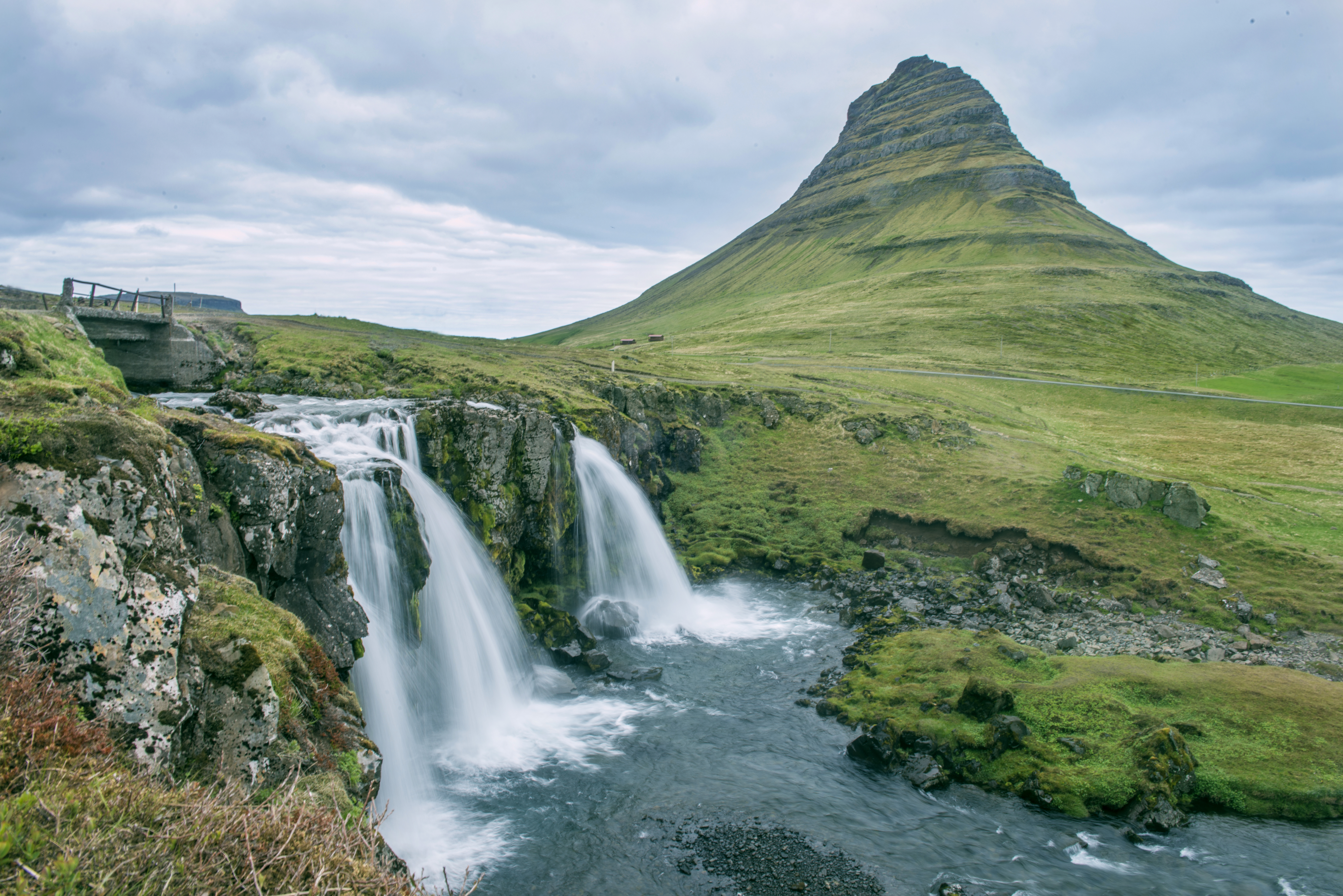